# Sablièras
Sablières és un municipi francès situat al departament de l'Ardecha i a la regió d'Alvèrnia-Roine-Alps. L'any 2007 tenia 140 habitants.

## Demografia

### Població
El 2007 la població de fet de Sablières era de 140 persones. Hi havia 72 famílies de les quals 32 eren unipersonals (20 homes vivint sols i 12 dones vivint soles), 24 parelles sense fills i 16 parelles amb fills.
La població ha evolucionat segons el següent gràfic:
Habitants censats

### Habitatges
El 2007 hi havia 229 habitatges, 70 eren l'habitatge principal de la família, 150 eren segones residències i 9 estaven desocupats. 210 eren cases i 2 eren apartaments. Dels 70 habitatges principals, 53 estaven ocupats pels seus propietaris, 10 estaven llogats i ocupats pels llogaters i 7 estaven cedits a títol gratuït; 2 tenien una cambra, 11 en tenien dues, 19 en tenien tres, 18 en tenien quatre i 19 en tenien cinc o més. 36 habitatges disposaven pel capbaix d'una plaça de pàrquing. A 37 habitatges hi havia un automòbil i a 22 n'hi havia dos o més.

### Piràmide de població
La piràmide de població per edats i sexe el 2009 era:
| Homes | Edats   | Dones |
| ----- | ------- | ----- |
| 0     | 95 o +  | 0     |
| 0     | 90 a 94 | 0     |
| 0     | 85 a 89 | 0     |
| 0     | 80 a 84 | 0     |
| 4     | 75 a 79 | 8     |
| 8     | 70 a 74 | 8     |
| 4     | 65 a 69 | 8     |
| 0     | 60 a 64 | 4     |
| 4     | 55 a 59 | 0     |
| 4     | 50 a 54 | 4     |
| 0     | 45 a 49 | 4     |
| 4     | 40 a 44 | 8     |
| 4     | 35 a 39 | 4     |
| 8     | 30 a 34 | 4     |
| 0     | 25 a 29 | 0     |
| 0     | 20 a 24 | 0     |
| 0     | 15 a 19 | 4     |
| 0     | 10 a 14 | 4     |
| 0     | 5 a 9   | 8     |
| 4     | 0 a 4   | 0     |

## Economia
El 2007 la població en edat de treballar era de 87 persones, 66 eren actives i 21 eren inactives. De les 66 persones actives 44 estaven ocupades (23 homes i 21 dones) i 21 estaven aturades (12 homes i 9 dones). De les 21 persones inactives 9 estaven jubilades, 2 estaven estudiant i 10 estaven classificades com a «altres inactius».

### Ingressos
El 2009 a Sablières hi havia 57 unitats fiscals que integraven 108 persones, la mediana anual d'ingressos fiscals per persona era de 10.611 €.

### Activitats econòmiques
Dels 11 establiments que hi havia el 2007, 3 eren d'empreses extractives, 4 d'empreses de construcció i 4 d'empreses d'hostatgeria i restauració.
Dels 5 establiments de servei als particulars que hi havia el 2009, 1 era un paleta, 1 guixaire pintor, 1 fusteria, 1 electricista i 1 restaurant.
L'any 2000 a Sablières hi havia 13 explotacions agrícoles.

## Poblacions més properes
El següent diagrama mostra les poblacions més properes.